# Samuel Lewis García de Paredes
Samuel Lewis García de Paredes (Ciudad de Panamá, 22 de septiembre de 1871 - 17 de abril de 1939) fue un abogado, político, académico, historiador y ensayista panameño. Siendo miembro del Partido Conservador, ocupó la secretaría de Relaciones Exteriores de Panamá (1909-1910) y además fue fundador y primer director de la Academia Panameña de la Lengua en 1926.

## Biografía

### Primeros años
Sus padres fueron Henrique Lewis Herrera (hijo de Louis Lewis, fundador de la familia Lewis en Panamá, y sobrino del general Tomás Herrera) y Catalina García de Paredes de la Barrera. Fue el cuarto de seis hermanos, entre ellos el reconocido pintor Roberto Lewis.
Realizó sus estudios inicialmente en Panamá, pero luego se trasladó a Francia, estudiando en la escuela de los Hermanos de las Escuelas Cristianas en Passy.
De regreso a Panamá comenzó a trabajar como abogado, específicamente en las firmas G. Lewis & Co. y Erhman & Co., también fue miembro de la Sociedad de Abogados de Panamá y de la Sociedad de Abogados de la Zona del Canal de Panamá, así como representante de empresas industriales.

### Como político
En 1903 fue vicepresidente del concejo municipal de Panamá y fue uno de los firmantes del Acta de Separación de Panamá de Colombia, el 4 de noviembre de 1903.
Consumada la independencia de Panamá, fue un miembro importante y presidió el Partido Conservador. Fue secretario de Relaciones Exteriores en los gabinetes de los presidentes José Domingo de Obaldía, Federico Boyd y Carlos A. Mendoza (1909-1910). En 1910, el encargado de negocios de los Estados Unidos en Panamá Richard O. Marsh exigió el nombramiento de Lewis como primer designado ante la Asamblea Nacional a punta de amenaza, debido a conflictos sociopolíticos con el entonces presidente Mendoza, pero finalmente la nominación y elección recayó en Pablo Arosemena.

### Otras labores
Fue miembro de la Comisión de Conservación de Monumentos Históricos Nacionales, siendo el propulsor de la restauración de las antiguas ruinas de Panamá la Vieja a partir de 1930. Por su labor, el museo de la Plaza Mayor que contiene los principales artefactos arqueológicos del sitio fue honrado con su nombre.
Adicionalmente, fue miembro de la Junta Directiva del Banco Nacional de Panamá, jefe de la Oficina Internacional de Trasbordos, miembro de la comisión mixta de las reclamaciones de tierras para la construcción del canal de Panamá, miembro de la Comisión Organizadora del Congreso Bolivariano (1926), miembro del Gran Jurado Nacional de Elecciones, presidente de la Unión Iberoamericana de Panamá, fundador y vicepresidente de la Sociedad Panameña de Derecho Internacional y presidente del Comité France-Amerique de Panamá.
El 13 de mayo de 1926 fue nombrado miembro fundador y director de la Academia Panameña de la Lengua, ocupando la silla A y siendo condecorado por el presidente Rodolfo Chiari en la sesión inaugural del 19 de agosto de 1926. Adicionalmente fue miembro de las siguientes academias y sociedades: Academia Panameña de la Historia, Academia de Geografía e Historia de Guatemala, Academia Nacional de la Historia de Venezuela, Sociedad Geográfica de Lima, Sociedad de Geografía e Historia de Guatemala, Ateneo de El Salvador y la Sociedad Bolivariana de Panamá.
Publicó numerosos artículos en los periódicos La Estrella de Panamá, El Diario de Panamá, El Tiempo, La Crónica, El Conservador, El Diario Nacional y en El Panamá América; así como en las revistas El Heraldo del Istmo, Nuevos Ritos, La Revista Nueva, Estudios, Alas, Nueva Luz, Acercamiento, Elite, entre otros más; y también en los boletines de las Academias de la Lengua, de la Historia y de la Sociedad Bolivariana de Panamá. Algunas de estas publicaciones fueron recopiladas en Apuntes y conversaciones (1926). También publicó la obra Retazos de manera póstuma en 1940.
Recibió las siguientes condecoraciones: Gran Cordón de la Orden del Libertador (Venezuela), Medalla de Honor de Instrucción Pública (Venezuela), Oficial de Instrucción Pública (Francia), Medalla Conmemorativa del Ministerio de Relaciones Exteriores (Francia) y Gran Cruz de la Orden Vasco Núñez de Balboa (Panamá).

### Vida personal
Estuvo casado con Clotilde Arango Chiari y tuvo dos hijos: José Guillermo Lewis Arango y Samuel Lewis Arango. De su descendencia tuvo como nietos al empresario y diplomático Gabriel Lewis Galindo y al político y empresario Samuel Lewis Galindo; además fue el bisabuelo de Samuel Lewis Navarro (primer vicepresidente de Panamá, 2004-2009).